# محمد دستجردی
 محمد دستجردی  (زاده ۱ اسفند ۱۳۳۱ - اهواز) بازیکن سابق فوتبال ایران است. او سابقه بازی در باشگاه فوتبال پرسپولیس تهران را دارد. 
وی سابقه ۴ بازی و ۱ گل ملی نیز در کارنامه دارد.